# Charles Arentz
Charles Archer Arentz (Kabelvåg, Vågan, Nordland, 8 de novembre de 1878 - Stavern, Larvik, Vestfold, 25 de setembre de 1939) va ser un regatista noruec que va competir a començament del segle xx. El 1920 va participar en els Jocs Olímpics d'estiu d'Anvers, on va guanyar la medalla d'or en els 10 metres (1919 rating) del programa de vela, a bord del Mosk II.